# 奥古王国
REINO DE OKU 
奥古王国坐落在喀麦隆东北部，位于巴门达省的Grassland地区，紧挨着奥古山脉。王国的首都是Elak, 拥有120.000居民，分布在36个部落里。它的地理位置非常特殊，由于火山喷发，形成了一片抬升的山脉。地形的原因使他们与世隔绝，古老的社会结构也被完整的保存了下来。
现在，Fon Sintieh二世是奥古王国的国王。2006年，王国的外交大使开始和拉蒙·桑斯协商签订一个协定，用阿尔伯特·席梅斯·阿雷亚诺·阿隆索基金会的名义，在欧洲传播奥古王国的文化和艺术魅力。另外，这份协定中还包括100多件各式各样的捐赠物，这些作品反映了奥古王国的传统，信仰和社会结构。它们现存放在西班牙巴亚多里德市的圣十字宫，在阿尔伯特·席梅斯·阿雷亚诺·阿隆索基金会管理的圣·安布休厅，我们可以参观陈列着这些作品的主题展览-“奥古王国”。
奥古王国的展品很大一部分都与王权相关联，做工精美的木雕凸显出该地区艺术的蓬勃发展，并风靡整个喀麦隆。这些象征王权的物品是至高无上的当权者的御用品，是权利的象征。
在这些作品中，与王权最为相关的是首领座床。首领座床被用于登基，王室盛典和宗庙祭祀等活动。而最为引人注目的要属那些王宫府邸的廊柱，柱身上刻有一些王室的肖像和代表王权的一些标志 ，如豹子，钟等。
在奥古王国最具艺术代表性的作品就是面具，这些面具很大一部分描绘出了那些神秘的社会及其森严的等级制度。面具的作用是用来维护纲纪，阻止任何损害公众利益的反社会和反传统习俗的行为，确保社会的和谐和安定。我们所了解的这些神秘社会的大事记主要是司法，丧葬和登基。
每个面具的艺术美和神秘性相结合，在创作面具的样式时最大限度地保留了它的神秘感，令其显得独树一帜。作为巫术的承载体，面具也能起到惩戒的作用，并且也为面具本身赋予了生命和力量。传统典礼仪式上的舞蹈和动作就是表达这种力量的一种方式。
面具的组成部分有：雕刻部件（戴在头上的面具），遮面布（遮住戴面具人的颈部及以上，作为面具下的脖子），服饰（由棉，羽毛，动植物挂饰，骷髅等组成），脚饰和手杖或长矛。